# محسن ابوالحب
محسن بن محمد حویزی حائری مشهور به محسن ابوالحب، خطیب و ادیب شیعه سدهٔ سیزدهم هجری است. در سال ۱۲۳۵ ه‍.ق به دنیا آمد. وی از خاندان آل ابی‌الحب است. پس از مهاجرت خانواده از هویزه به کربلا، به‌عنوان خطیب و ادیب مشغول شد و شهرتی کسب کرد. در سال ۱۳۰۵ ه‍.ق در کربلا درگذشت. از او دیوان شعری برجای مانده است.